# احتجاجات الوقود في زيمبابوي
احتجاجات الوقود في زمبابوي، بدأت في زيمبابوي يوم 14 يناير 2019 في أعقاب رفع حكومة إمرسون منانغاغوا لأسعار الوقود بنسبة 130%. خرج آلاف الزيمبابويين احتجاجاً على زيادة الأسعار، زيادة مستويات الفقر، حالة الاقتصاد الضعيفة، وتراجع معايير المعيشة. ردت الحكومة بحملة منسقة أدت إلى مئات الاعتقالات وعشرات الوفيات والمصابين.

## خلفية
في محاولة لتحسين الوضع المالي والاقتصادي في البلاد في أعقاب تأسيس حكومة زيمبابوي عام 2017، شرعت الحكومة في تطبيق عدد من السياسات التقشفية في محاولة لإنقاذ الاقتصاد المحتضر. بحلول أكتوبر 2018، أدى نقص العملة الأجنبية إلى إغلاق عدد كبير من الأعمال ونقص في السلع المستوردة، ومنها الوقود. أدى هذا إلى نقص مستمر في الوقود، إضراب عمال الحكومة، وتدهور البيئة الاقتصادية.
في 12 يناير 2019، أعلنت حكومة إمرسون منانغاغوا أن وكالة تنظيم الطاقة الزيمبابوية عن عزمها مضاعفة أسعار الوقود في منتصف الليل. ارتفع سعر الديزل من 1.38 دولار إلى 3.11 دولار للتر وارتفع سعر البترول من 1.31 إلى 3.31 للتر، أي بزيادة 130% تقريباً في ليلة واحدة، مما جعل سعر الوقود في زيمبابوي الأغلى في العالم. صرح إمرسون منانغاغوا أن زيادات الأسعار مطلوبة للتقليل من نقص الوقود والتجارة الغير شرعية. دعا المؤتمر الزيمبابوي للنقابات العمالية إلى إضراب لثلاثة أيام احتجاجات على زيادة الأسعار.

## البداية والإحتجاجات
بدأت الاحتجاجات في هراري يوم 14 يناير 2019. رداً على ذلك، أطلقت الشرطة العسكرية حملة منسقة تضمنت مهاجمة منازل بعض المواطنين. خارج العاصمة، تواردت أنباء عن انتشار الاضطرابات في مدينتي موتاره وبولاوايو. مع نهاية اليوم، أفادت الحكومة أن ثلاثة أشخاص، من بينهم رجل شرطة، قد لقوا مصرعهم في الاحتجاجات. أفادت مصادر غير حكومية أن حوالي 200 شخص قد اعتقلوا بالإضافة لمقتل ثمانية أشخاص على يد الشرطة في الاحتجاجات.
وحسب رابطة الأطباء في زيمبابوي فإن 68 شخصاً تلقوا العلاج بعد إصابتهم بطلقات نارية بعد احتجاجات عنيفة شهدتها زيمبابوي بسبب الزيادة الكبيرة في أسعار الوقود، موضحة أن 17 منهم خضعوا لعمليات جراحية عاجلة.
وأضافت رابطة زيمبابوي للأطباء من أجل حقوق الإنسان أن اعضائها عالجوا 172 شخصاً بعضهم تعرضوا لعضات كلاب، وذلك في مستشفيات خاصة وعامة منذ يوم الاثنين عندما اندلعت الاحتجاجات في العاصمة هاراري وفي مدينة بولاوايو.
وقالت الرابطة في بيان ”كان هناك مرضى يعانون من إصابات في الصدر وكسور في الضلوع وأخذوا بالقوة من المستشفى للمثول أمام المحكمة على الرغم من نصيحة الأطباء“.
وتشكل الاحتجاجات تحدياً كبيرا للرئيس إمرسون منانغاغوا الذي سبق وتعهد بإصلاح الاقتصاد المتداعي بعدما حل محل الرئيس روبرت موغابي الذي حكم البلاد لفترة طويلة وأُطيح به في انقلاب في نوفمبر 2017.
وألقت السلطات القبض على عشرات المدنيين بينهم ناشط بارز ونائب معارض، ويتوقع أن يمثلوا أمام المحكمة في 17 يناير لمواجهة اتهامات بارتكاب أعمال عنف. قال محامون وشهود إن مدنيين آخرين تعرضوا للضرب، مشيرين إلى الحملة الصارمة التي تشنها قوات الأمن على المعارضين.
ويلحق نقص الدولار أضرارا كبيرة بالاقتصاد، ويدمر التضخم الهائل مدخرات المواطنين، وتتعامل الحكومة بكل قوة لسحق المعارضين.